# Kabash
Kabash – wieś położona w południowo-wschodniej części Albanii w gminie Qendër Ersekë. Wieś znajduje się 129 kilometrów od stolicy państwa, Tirany.